# Niżnia Brama Chochołowska

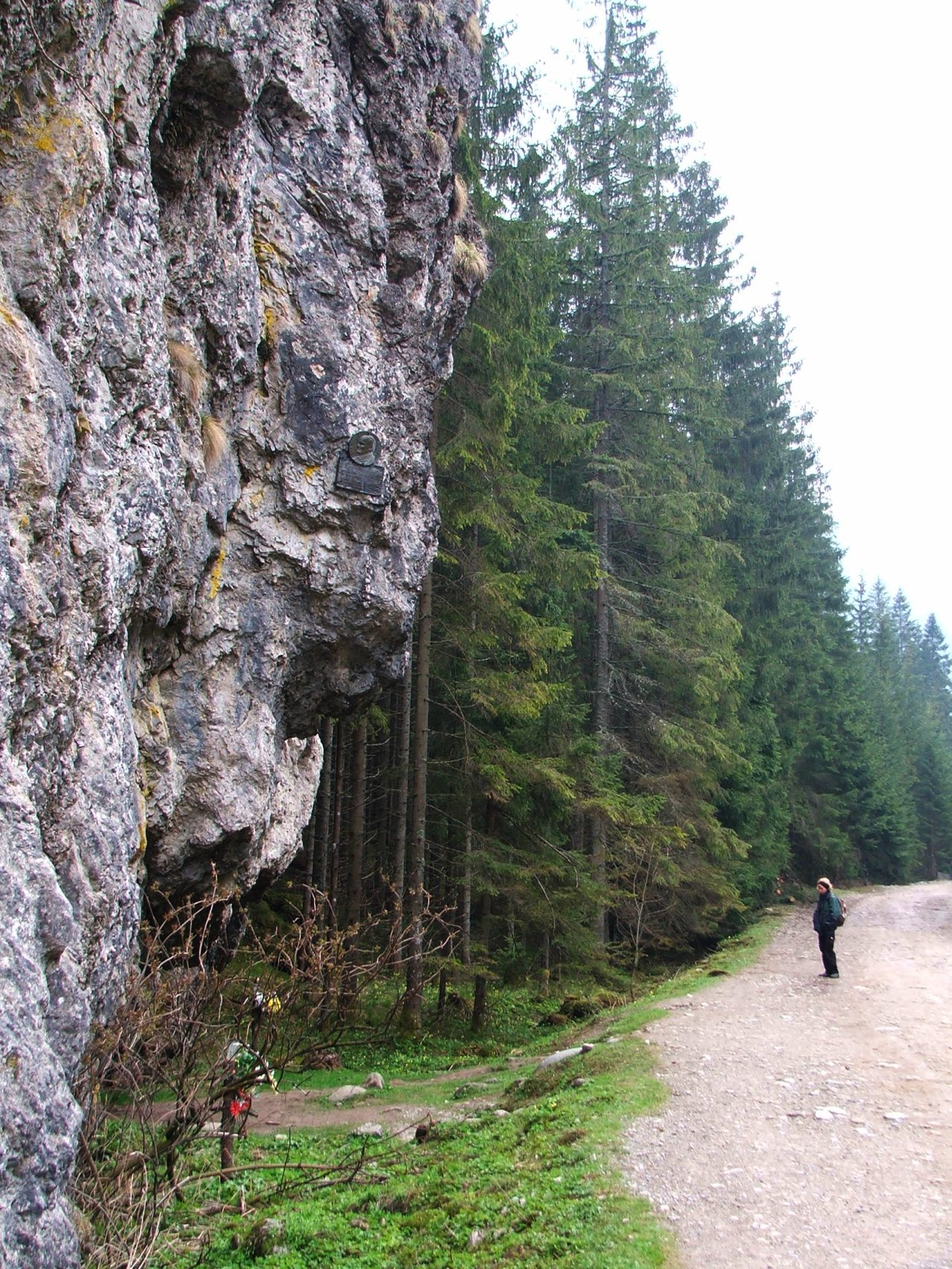
Skała Kmietowicza

Niżnia Brama Chochołowska – ciasne, zbudowane z dolomitów wrota skalne w Dolinie Chochołowskiej w Tatrach Zachodnich. W tym miejscu zbocza Doliny Chochołowskiej zwierają się w ciasny wąwóz. Miejsce to znajduje się na wysokości 987 m n.p.m., na odcinku pomiędzy polaną Huciska a Polaną pod Jaworki. Po wschodniej stronie drogi biegnącej doliną znajduje się wysoka, stroma dolomitowa skała nazywana Skałą Kmietowicza. W 1901 r. zamontowano na niej tablicę upamiętniającą ks. Józefa Leopolda Kmietowicza i innych organizatorów powstania chochołowskiego. Umieszczono na niej również medalion upamiętniający wizytę w dolinie Jana Pawła II w 1983 r.
Około 30 m powyżej skały, przed mostkiem na Chochołowskim Potoku odbiega na wschód krótka ścieżka (1 min) do Wywierzyska Chochołowskiego – jednego z największych wywierzysk w Tatrach.
Niżnia Brama Chochołowska jest jednym z 2 zwężeń w Dolinie Chochołowskiej. Drugie – Wyżnia Brama Chochołowska – znajduje się niemal dokładnie w odległości 1 km od dolnego zwężenia.

## Szlaki turystyczne
– zielony szlak z Siwej Polany przez Huciska na Polanę Chochołowską. Czas przejścia z parkingu na Siwej Polanie do schroniska na Polanie Chochołowskiej: 2:10 h, ↓ 1:45 h